# Andrei Nechita
Andrei Nechita (Vaslui, 29 maggio 1988) è un ex ciclista su strada rumeno.

## Palmarès

### Strada
- 2009 (Dilettanti, una vittoria)

Campionati rumeni, Prova in linea Under-23
- 2010 (Dilettanti, due vittorie)

Campionati rumeni, Prova in linea Under-23
Campionati rumeni, Prova in linea Elite
- 2011 (U.C. Trevigiani-Dynamon-Bottoli, quattro vittorie)

Coppa Caduti di Reda
Classifica generale Turul României
Campionati rumeni, Prova a cronometro Elite
Campionati rumeni, Prova in linea Elite
- 2012 (Dilettanti, quattro vittorie)

Trofeo Città di Castelfidardo
Campionati rumeni, Prova a cronometro Elite
Gran Premio Madonna del Carmine
4ª tappa - parte b Tour of Szeklerland (Miercurea Ciuc > Miercurea Ciuc)
- 2013 (Dilettanti, tre vittorie)

Medaglia d'Oro Frare De Nardi
Campionati rumeni, Prova a cronometro Elite
Campionati rumeni, Prova in linea Elite
- 2014 (Mg.K Vis-Wilier, una vittoria)

Campionati rumeni, Prova a cronometro Elite
- 2015 (Tuşnad Cycling Team, tre vittorie)

1ª tappa Grand Prix Cycliste de Gemenc (Szekszárd > Szekszárd)
Cupa Max Ausnit
Tour de Debrecen
- 2016 (Tuşnad Cycling Team, una vittoria)

1ª tappa Infernul Muntelui (Sinaia, cronometro)

#### Altri successi
- 2011 (U.C. Trevigiani-Dynamon-Bottoli)

Gran Premio Calvatone
- 2012 (Dilettanti)

Classifica a punti Tour of Szeklerland
- 2013 (Dilettanti)

Gran Premio Città di Bosco Chiesanuova
Gran Premio Calvatone
- 2016 (Tuşnad Cycling Team)

Prologo Sibiu Cycling Tour (Sibiu, cronometro)
Road Grand Tour Eroica
Cursa Dunarii Calarasene

## Piazzamenti

### Competizioni mondiali
- Campionati del mondo

Varese 2008 - In linea Under-23: ritirato
Copenaghen 2011 - In linea Elite: 134º
Toscana 2013 - Cronometro Elite: 66º
Toscana 2013 - In linea Elite: 47º
Ponferrada 2014 - Cronosquadre: 25º
Ponferrada 2014 - Cronometro Elite: 52º
Ponferrada 2014 - In linea Elite: ritirato
Doha 2016 - In linea Elite: ritirato
- Giochi olimpici

Londra 2012 - In linea: ritirato

### Competizioni europee
- Campionati europei

Verbania 2008 - In linea Under-23: 8º
Hooglede 2009 - In linea Under-23: 107º
- Giochi europei

Baku 2015 - Cronometro Elite: 33º
Baku 2015 - In linea Elite: 16º